# 広田文雄
広田文雄（ひろた ふみお）は、広田製作所代表取締役社長。長野県須坂市出身。早稲田大学卒業。

## 来歴
1987年、早稲田大学を卒業。その後須坂市にUターンし、広田製作所に入社。現在代表取締役社長を務めている。2003年、松川工場でISO 9001の取得に成功。2005年、長野県特色加工技術製品展示商談会NAGANOテクノメッセin大阪にHDDバークイン試験装置SRT251を出品し話題となる。また、市民オンブズマンとしても活躍しており、須坂市行政改革推進委員会委員、須坂市人権交流センター運営審議会委員、須坂市部落差別をはじめあらゆる差別撤廃・人権擁護審議会委員などを歴任している。現在、社団法人長野法人会常任理事、社団法人長野法人会連合会青年部理事、須坂青年会議所会員、社団法人長野経営者協会会員である。2007年の「次代経営者育成セミナー」（長野法人会主催）では、コーディネーターを務め、村井仁、三沢今朝治らのパネルディスカッションをコーディネイトした。

## 主な出演

### テレビ
- 「企業新時代」（長野朝日放送、2004年1月3日放映）